# ایکوکو اوکامورا
ایکوکو اوکامورا (انگلیسی: Ikuko Okamura؛ زادهٔ ۱۷ سپتامبر ۱۹۷۶) بازیکن هاکی روی چمن زن اهل ژاپن بود.